# 和若線
和若線 (わじゃくせん、中文表記: 和若铁路) とは中国新疆ウイグル自治区の和田市とチャルクリク県を結ぶ全長825kmの鉄道路線。
単線・非電化の路線であり、チャルクリク駅にて格庫線と接続する。

## 概要
タクラマカン砂漠の南縁を走る路線で、全線の65%にあたる534キロが砂漠地帯の中に敷設された。
2018年12月に着工。砂嵐の吹き荒れる砂漠地帯を通過することになり、そのことによる砂丘移動で線路が埋没してしまう懸念があったことから、敷設に際しては橋梁を建設してそこに軌道を敷設。更に水不足が指摘されていたことから、橋梁を支える橋脚の建設にプレハブ工法を採用することでこれに対処した。砂嵐を交わすため建設された橋梁は5本に及ぶほか、一部は高架となっている。
砂嵐対策としては、前記の橋梁建設の他、これと同時進行で、草方格5000万平方メートルを造成、更にハロキシロン・アンモデンドロン（梭梭）やタマリクス・ラモシッシマ（紅柳）、サジーなどの灌木と喬木1300万株の植林も実行した。これは「砂漠に鉄道を敷く前に砂漠化対策」という建設理念を掲げていたことによる。
2021年9月に全区間の軌道敷設工事を完了。その後、試運転などが重ねられて2022年3月に合格判定され、6月16日に全線開通した。
当路線の開通によって、トルファンからカシュガルまでの南疆線、カシュガルからホータンまでの喀和線、南疆線のコルラから分岐してゴルムドに至る格庫線と共に、総延長2712キロメートルにわたる環タクラマカン砂漠鉄道環状線を形成することになった。これは世界初の砂漠鉄道環状線とされている。

## 運行形態
鉄道当局の発表によると、開通後に於いて、旅客列車2本と貨物列車8本を運行する。これによって、沿線住民はコルラやウルムチなどに直接移動出来るようになるほか、沿線の綿花やクルミ、ナツメ、鉱産物などを直接内陸部に輸送出来るようになる、としている。

## 歴史
- 2018年12月 - 着工
- 2021年9月 - レール敷設完了
- 2022年
  - 3月 - 試運転などの動態検証終了[4]
  - 6月16日 - 全線開通

## 駅一覧
| 番号 | 駅名       | 駅名         | 駅名               | 駅間 営業 キロ | 接続路線・備考 | 所在地             | 所在地                       | 所在地                       |
| 番号 | 日本語     | 中国語簡体字 | 他の言語           | 駅間 営業 キロ | 接続路線・備考 | 所在地             | 所在地                       | 所在地                       |
| ---- | ---------- | ------------ | ------------------ | -------------- | -------------- | ------------------ | ---------------------------- | ---------------------------- |
| 01   | ホータン駅 | 和田站       | Hotan Station      |                | 喀和線         | 新疆ウイグル自治区 | ホータン地区                 | ホータン市                   |
| 02   | 和田東駅   | 和田东站     | Hotan East Station |                |                | 新疆ウイグル自治区 | ホータン地区                 | ホータン市                   |
| 03   | ロプ駅     | 洛浦站       | Luopu Station      |                |                | 新疆ウイグル自治区 | ホータン地区                 | ロプ県                       |
| 04   | ロプ東駅   | 洛浦东站     | Luopu East Station |                |                | 新疆ウイグル自治区 | ホータン地区                 | ロプ県                       |
| 05   | チラ駅     | 策勒站       | Cele Station       |                |                | 新疆ウイグル自治区 | ホータン地区                 | チラ県                       |
| 06   | 玉泉鎮駅   | 玉泉镇站     | Yuquanzhen Station |                |                | 新疆ウイグル自治区 | 崑玉市                       | 崑玉市                       |
| 07   | 于田駅     | 于田站       | Yutian Station     |                |                | 新疆ウイグル自治区 | ホータン地区                 | ケリヤ県                     |
| 08   | 玫瑰園駅   | 玫瑰园站     | Meiguiyuan Station |                |                | 新疆ウイグル自治区 |                              |                              |
| 09   | 民豊駅     | 民丰站       | Minfeng Station    |                |                | 新疆ウイグル自治区 | ホータン地区                 | 民豊県                       |
| 10   | 蘭城駅     | 兰城站       |                    |                |                | 新疆ウイグル自治区 |                              |                              |
| 11   |            | 托帕克站     |                    |                |                | 新疆ウイグル自治区 |                              |                              |
| 12   | 南屯駅     | 南屯站       | Nantun Station     |                |                | 新疆ウイグル自治区 | バインゴリン・モンゴル自治州 | チャルチャン県               |
| 13   |            | 喀拉米尔站   |                    |                |                | 新疆ウイグル自治区 | バインゴリン・モンゴル自治州 | チャルチャン県               |
| 14   |            | 萨勒瓦墩站   |                    |                |                | 新疆ウイグル自治区 | バインゴリン・モンゴル自治州 | チャルチャン県               |
| 15   | 金山駅     | 金山站       | Jinshan Station    |                |                | 新疆ウイグル自治区 | 新疆生産建設兵団第二師第37団 | 新疆生産建設兵団第二師第37団 |
| 16   | 且末駅     | 且末站       | Qiemo Station      |                |                | 新疆ウイグル自治区 | バインゴリン・モンゴル自治州 | チャルチャン県               |
| 17   |            | 阿克吐孜站   |                    |                |                | 新疆ウイグル自治区 | バインゴリン・モンゴル自治州 | チャルチャン県               |
| 18   | 五葦場駅   | 五苇场站     | Wuweichang Station |                |                | 新疆ウイグル自治区 | バインゴリン・モンゴル自治州 | チャルチャン県               |
| 19   |            | 塔什萨依站   |                    |                |                | 新疆ウイグル自治区 | バインゴリン・モンゴル自治州 | チャルチャン県               |
| 20   | 瓦石峡駅   | 瓦石峡站     | Washixia Station   |                |                | 新疆ウイグル自治区 | バインゴリン・モンゴル自治州 | チャルクリク県               |
| 21   | 義陽駅     | 义阳站       | Yiyang Station     |                |                | 新疆ウイグル自治区 | バインゴリン・モンゴル自治州 | チャルクリク県               |
| 22   | 若羌駅     | 若羌站       | Ruoqiang Station   |                | 格庫線         | 新疆ウイグル自治区 | バインゴリン・モンゴル自治州 | チャルクリク県               |